# 달 조약
달 조약(Moon Treaty) 또는 달 협정으로 더 잘 알려진 달 및 기타 천체의 국가 활동을 관리하는 협정(Agreement Governing the Activities of States on the Moon and Other Celestial Bodies)은 모든 천체(해당 천체 주위의 궤도 포함)에 대한 관할권을 참여 국가에 넘기는 다자간 조약이다. 따라서 모든 활동은 유엔 헌장을 포함한 국제법을 준수하게 된다.
1979년 12월 18일 창설된 이후 자체적으로 인간 우주 비행을 하는 국가(예: 미국, 러시아(또는 그 전신인 소련), 중화인민공화국)는 이 조약을 비준하지 않았다. 국제법상 관련성이 거의 없다. 2022년 1월 기준 18개 국가가 조약 당사국이다.

## 같이 보기
- 우주법
- 우주 조약
- 항공자유화조약
- 해양법에 관한 유엔 협약
- 핵무기금지조약
- 자연의 권리